# Albertus-Universität Königsberg
Die Albertus-Universität Königsberg wurde 1544 von Herzog Albrecht von Brandenburg-Ansbach in Königsberg gegründet. Sie war nach der Universität Wittenberg und der Philipps-Universität Marburg die dritte protestantische Universität und nach Marburg die zweite Neugründung einer protestantischen Universität. Offiziell hieß sie von 1701 bis 1918 Königliche Albertus-Universität zu Königsberg i. Pr. Nach der Brandenburgischen Universität Frankfurt war sie die zweitälteste Hochschule des späteren Brandenburg-Preußens und für drei Jahrhunderte der geistige Mittelpunkt des protestantischen Preußens. Die sowjetische Besetzung Ostpreußens am Ende des Zweiten Weltkriegs bedeutete auch das Ende der Albertus-Universität.

## Geschichte

### Von der Gründung bis zum 18. Jahrhundert

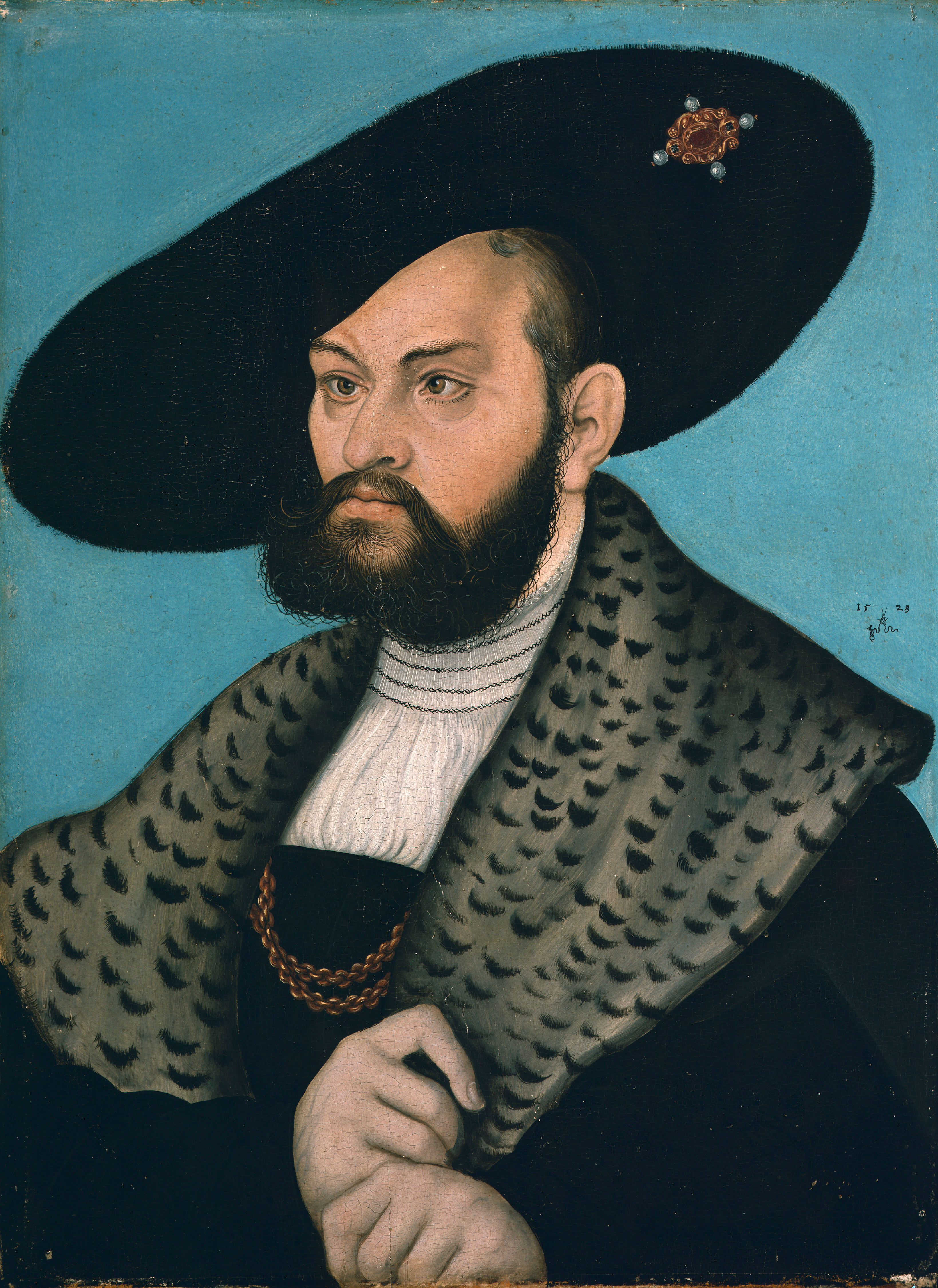
Herzog Albrecht (Gemälde von Lucas Cranach dem Älteren)

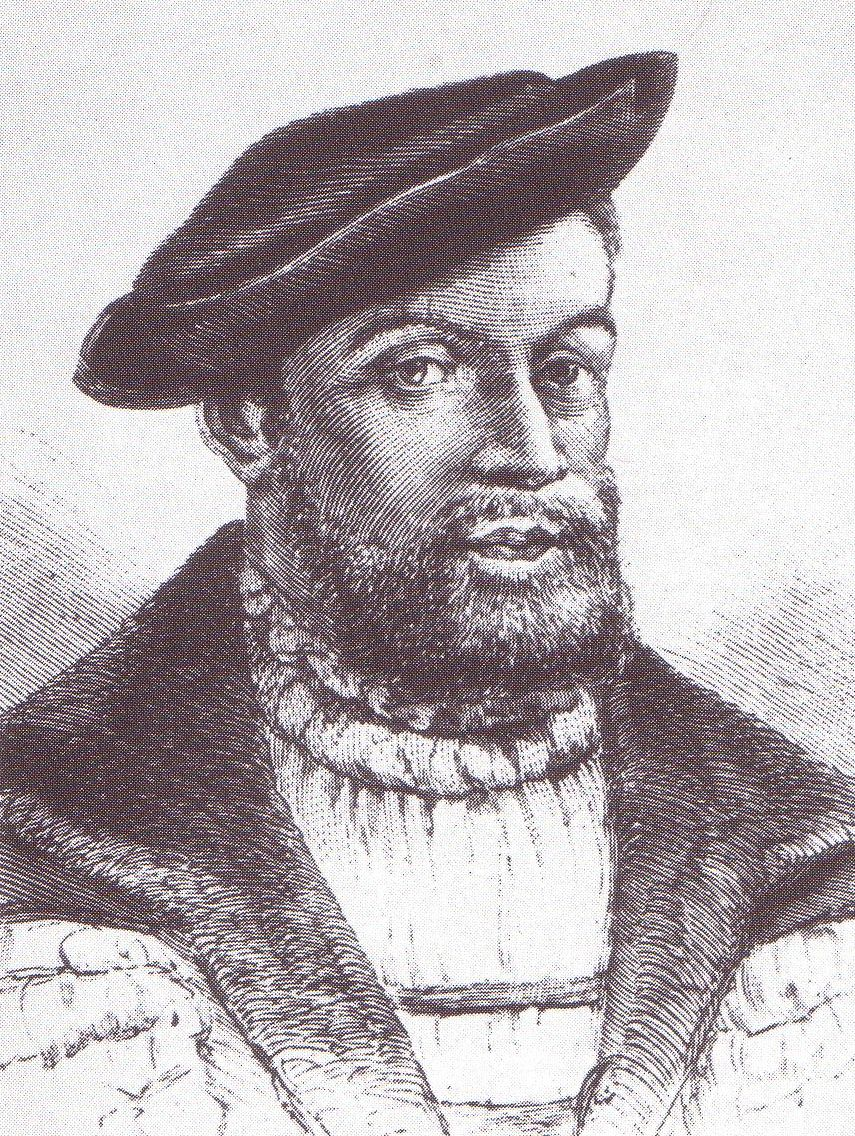
Georg Sabinus

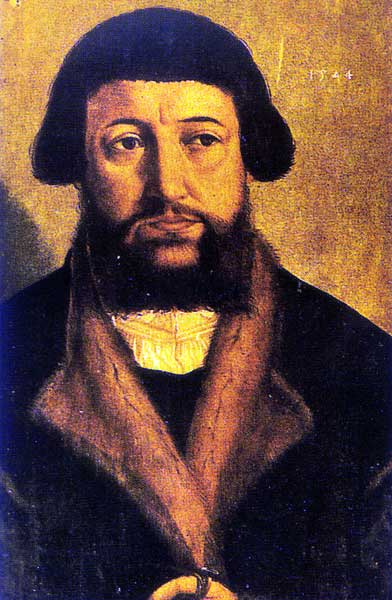
Andreas Osiander (Gemälde von Georg Pencz)

Von Osiander für die Reformation gewonnen, folgte der 37. und letzte Hochmeister des Deutschen Ordens, Markgraf Albrecht von Brandenburg-Ansbach, 1525 Luthers Rat, den preußischen Teil des Deutschen Ordensstaats in ein weltliches Herzogtum unter polnischer Lehnshoheit umzuwandeln. Als erster deutscher Fürst führte er die Reformation ein.
Im Gefolge der Reformation und der Renaissance wurden vielerorten  in Nord- und Ost-Mitteleuropa Gelehrtenschulen gegründet. Herzog Albrecht trug sich ebenfalls mit dem Gedanken, eine solche zu errichten, und gründete auf Empfehlung der Gelehrten Johann Briesmann, Johann Gramann und Joachim Camerarius dem Älteren in Königsberg ein Partikular, d. h. eine höhere Schule, die der Vorbereitung auf ein Universitätsstudium z. B. an der Universität Wittenberg dienen sollte; dem stimmten die preußischen Stände im Herbst 1540 zu.
Viele Lehrer wurden auf Empfehlung Philipp Melanchthons, der an der Entwicklung der Schule lebhaften Anteil nahm, berufen, unter ihnen auch einige protestantische Gelehrte aus Polen und Litauen. Zum Leiter des Partikulars wurde der Humanist und Schwiegersohn Philipp Melanchthons, Georg Sabinus berufen, der bis dahin Professor für Poesie an der Brandenburgischen Universität Frankfurt gewesen war. Er gewann Herzog Albrecht dafür, das Partikular in eine Volluniversität umzuwandeln.
Zur Gründung erließ Herzog Albrecht am 20. Juli 1544 (nach dem damals geltenden Julianischen Kalender, dem 30. Juli 1544 im Gregorianischen Kalender entsprechend) das Stiftungsdiplom Scimus primam omnium in gubernatione curam Principum esse debere, ut vera Dei notitia late propagetur für eine „echte lutherische“ Universität, die am 17. August 1544 eingeweiht wurde. Außerhalb des Heiligen Römischen Reichs gelegen, war die neue Hochschule die erste ohne ein kaiserliches oder päpstliches Privileg, weil sowohl Kaiser Karl V. als auch Papst Paul III. ihre Zustimmung verweigerten. Dafür erhielt sie am 28. März 1560 ein Privileg vom polnischen König Sigismund II. August. Die Professoren mussten den Eid auf die Confessio Augustana ablegen.
Die Würde des Rector magnificentissimus bekleideten die regierenden Hohenzollern, als erster Herzog Albrecht von 1544 bis 1568, als letzter von 1908 bis 1918 Kronprinz Wilhelm. Die Amtsgeschäfte führte der Prorektor, der als Rector magnificus für ein Semester, später für ein Jahr gewählt wurde.
Gründungsrektor wurde Georg Sabinus mit dem für die damalige Zeit hohen Gehalt von 350 Gulden jährlich. Mit ihm wirkten 10 weitere Professoren, einer für Theologie, einer für Medizin und acht für alte Sprachen, Rhetorik, Mathematik und Philosophie. Schon kurz nach der Gründung entspannen sich Streitigkeiten um Privilegien und die Vorrechte des Rektors, so dass Sabinus sich nach drei Jahren vom Rektoratsamt zurückzog. Insbesondere die Berufung des Theologen Andreas Osiander erhitzte die Gemüter, zum einen weil Osiander auf Betreiben Herzog Albrechts trotz fehlender akademischer Leistungen den Posten erhielt und zum anderen, weil er theologische Auffassungen vertrat, die auf heftigen Widerspruch der lutherischen Orthodoxie stießen. Die Duldung des Calvinismus und des Pietismus setzte sich im 18. Jahrhundert durch.
Nach anfänglichen Streitereien blieb Königsberg ein Hort der protestantischen Orthodoxie und eine bevorzugte Bildungsstätte der Deutsch-Balten. Auf Grund seiner abseitigen Lage weitgehend von den Kriegswirren verschont, blühte Königsberg während des Dreißigjährigen Krieges auf. 1641 schrieben sich 391 Studenten ein (zum Vergleich: 290 im selben Jahr in Leipzig, 143 in Jena und 54 in Tübingen). 1644 zählte Königsberg mehr als tausend Studenten. Der Große Kurfürst stattete Promotionen mit Viktualien großzügig aus. Die Studenten mussten wie an anderen Universitäten Hörergelder und Studiengebühren entrichten, wurden aber durch zahlreiche private Stiftungen und Stipendien wohlhabender Bürger im 16. bis 18. Jahrhundert unterstützt.
Anfangs hieß die Hochschule Kollegium Albertinum, war aber mit den vier Fakultäten Theologie, Rechtswissenschaft, Heilkunde und Philosophie eine Volluniversität. Die ordentlichen Professoren der ersten drei Fakultäten unterlagen ihrerseits einer Rangordnung: so konnte man zum Beispiel von einer dritten auf eine zweite Professur aufsteigen. Der akademische Senat wurde von je zwei Ordinarien der ersten drei Fakultäten und vier Ordinarien der Philosophischen Fakultät gebildet. Die Qualifikationen wurden in Form öffentlicher Disputationen erbracht, wofür in der Regel vorherige schriftliche Dissertationen eingereicht wurden, beides in lateinischer Sprache. Man unterschied die Disputatio pro gradu (zum Erwerb eines Abschlussgrades), pro receptione (zur Erlangung der akademischen Lehrbefähigung) und pro loco (bei der Berufung auf einen Lehrstuhl).
Die philosophische und medizinische Fakultät standen lange Zeit ganz unter dem Einfluss der überragenden Autorität des Aristoteles, dessen Schriften nach der Bibel als „gedruckte Wahrheit“ hingenommen wurden. Gegen Ende des 18. Jahrhunderts wurde trotz einiger berühmter Lehrer Kritik an den Zuständen in der Albertina laut, im Vergleich zu anderen europäischen Universitäten war ein Niedergang klar erkennbar. Den Professoren wurde die Verschleppung von Vorlesungen ins nächste Semester und die Übernahme von Nebengeschäften vorgeworfen, die wohl ihren Grund in der niedrigen Besoldung hatten. Weiterhin wurde der Vorwurf des Nepotismus laut, zahlreiche Professoren hatten ihre eigene Ausbildung an der Albertina erhalten und Auswärtsberufungen wurden selten; es entstand eine „landschaftsgebundene Gelehrtenschicht“. Gegen das Verbot für Landeskinder, an außerpreußischen Universitäten zu studieren, wurde oft verstoßen, während osteuropäische Studenten, vor allem aus dem Baltikum, sich auffallend oft an anderen deutschsprachigen Universitäten immatrikulierten.
Vier Jahrhunderte stand das Universitätsgebäude, das Collegium Albertinum, in Kneiphof hinter dem Dom, der Universitätskirche. Wegen des Platzmangels auf der Dominsel musste schon Kant seine Vorlesungen in seinem altstädtischen Hause halten. Das Albertinum wurde um einen Nordflügel erweitert, der später die Stadtbibliothek Königsberg und das Stadtarchiv Königsberg beherbergte.

### Entwicklung im 19. Jahrhundert
Schon seit der Wende zum 19. Jahrhundert machte man sich auch in Königsberg über eine Verbesserung der Verhältnisse Gedanken; besonders der Kurator Hans Jakob von Auerswald wirkte auf eine Erneuerung hin. Aber erst mit dem Beginn der Reformära nach 1807 wurde die Reform und die Ausweitung der Universität durch Wilhelm von Humboldt ernsthaft in Angriff genommen; Humboldt kannte die Königsberger Verhältnisse aus eigener Anschauung, da die preußische Regierung von 1807 bis 1809 nach Königsberg ausgewichen war. Neue Professoren wurden von auswärts berufen wie der Astronom Bessel, der Philologe Erfurdt, der Geograph Gaspari, der Philosoph und Pädagoge Herbart, der Historiker Hüllmann, der Mediziner Remer, der Botaniker Schweigger und der Theologe Vater. Zwischen den alten und den neuen Professoren kam es anfangs zu Spannungen, die wohl in der erheblich größeren Besoldung der neuen Professoren, aber auch in den größeren Rechten der alten begründet waren. Als Folge der Streitigkeiten wurde 1811 durch königlichen Erlass bestimmt, dass künftig alle ordentlichen Professoren den akademischen Senat bilden.
Neue Institutionen wie eine Anatomie, ein botanischer Garten und eine Sternwarte wurden geschaffen. Zur Umsetzung der Bildungsreform rief Humboldt in Berlin, Breslau und Königsberg Wissenschaftliche Deputationen ins Leben, die mit örtlichen Universitätsprofessoren und Gymnasialdirektoren besetzt waren.
Die Philosophische Fakultät war bislang die einzige, die nicht auf einen bestimmten Beruf vorbereitete. Durch die Einführung einer Staatsprüfung für das Lehramt an höheren Schulen wurde sie im Jahre 1810 auch in dieser Hinsicht den anderen drei Fakultäten angeglichen und aufgewertet.

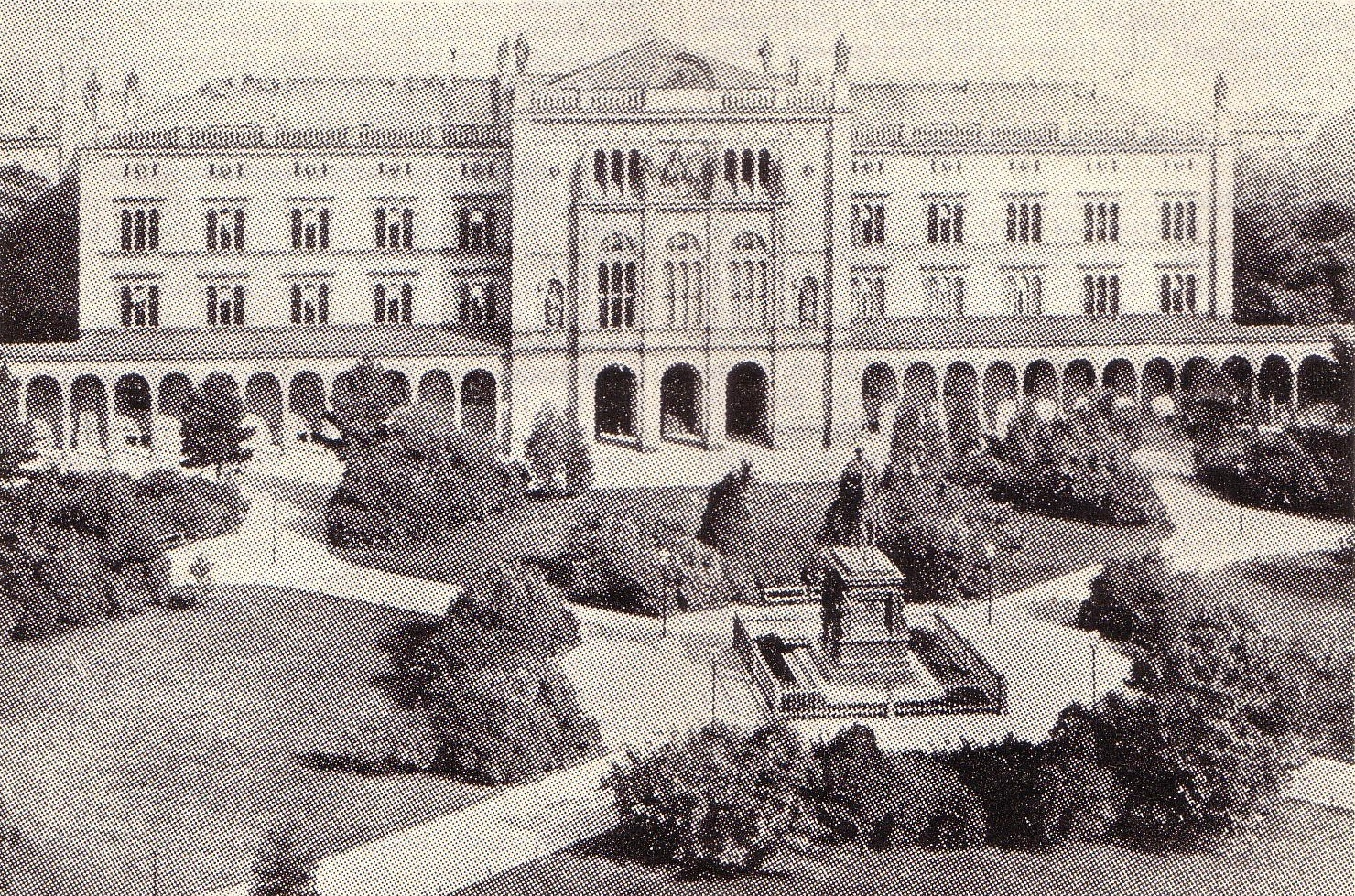
Neue Universität, noch mit den ersten Anlagen

Wie an allen anderen deutschen Universitäten gründete sich auch an der Albertina im Nachgang der Befreiungskriege eine „Allgemeine Burschenschaft“ nach dem Vorbild der Jenaer Urburschenschaft von 1815. In diese gingen die vier alten Landsmannschaften auf, in denen sich die Königsberger Studenten traditionell nach ihrer Herkunft organisiert hatten. Nach dem Mord des Burschenschafters Sand an August von Kotzebue, wurde in Umsetzung der Karlsbader Beschlüsse auch die Königsberger Burschenschaft sowie alle weiteren korporativen Zusammenschlüsse verboten. Den Studenten wurde außerdem das Tragen des Albertus untersagt. Nach einigen Jahren ließ die Unterdrückung der studentischen Zusammenschlüsse aber nach, sodass sich eine Fülle neuer Korporationen auftat, unter anderem 1824 Pappenhemia, 1829 Littuania und 1830 Masovia.
Der Prorektor Eduard Simson betrieb einen Neubau, für den Friedrich Wilhelm IV. zum 300-jährigen Jubiläum der Albertina am 31. August 1844 den Grundstein legte. Zum Jubiläum komponierte Otto Nicolai eine Festouvertüre. Der Bau am Paradeplatz wurde dreizehn Jahre später (wie die Neue Börse) im Stil der oberitalienischen Renaissance realisiert. Bei der Einweihungsfeier am 20. Juli 1862 in Gegenwart von Kronprinz Friedrich übergab der Architekt, der Schinkel-Schüler Friedrich August Stüler, die Schlüssel dem Prorektor Karl Rosenkranz.
Der Bau zeigte reichen Skulpturenschmuck, sämtlich von Berliner Bildhauern modelliert. Am Mittelbau befand sich oben zwischen vier die Fakultäten darstellenden Figuren das Reiterstandbild Herzog Albrechts im Hochrelief, alle von Albert Wolff, von dem auch die Allegorien Gesetzgebung, Staatsverwaltung, Archäologie und Geschichte stammten. Weiter unten prangten in Nischen die Statuen Luthers und Melanchthons (Hermann Schievelbein). Auf der Dachbrüstung standen Allegorien der Astronomie (August Wittig), Geografie (Bernhard Afinger), Naturkunde und Mathematik (beide von Karl Heinrich Möller). Durch ein stattliches, von Marmorsäulen getragenes Treppenhaus gelangte man zum Senatssitzungszimmer, in dem eine Kant-Büste des Schadow-Schülers Carl Friedrich Hagemann stand. Nebenan befand sich die Aula, ein von einem Sterngewölbe überdeckter Saal mit Fresken von Ludwig Rosenfelder, Gustav Graef, Maksymilian Antoni Piotrowski, Johannes Heydeck, Emil Neide und anderen.
Die Palaestra Albertina (1894) war dem Chirurgen Friedrich Lange zu verdanken. Die neue Königliche Universitätsbibliothek wurde 1901 auf dem Mitteltragheim erbaut.
Das Personal der Universität bestand im Jahr 1832 aus 106 Personen, davon 25 ordentliche und 13 außerordentliche Professoren, sowie 15 Privatdozenten. 1866 hatte die Albertina insgesamt 60 und 1894 schon rund 98 Professoren und Dozenten. Im 19. Jahrhundert zählte die Königsberger Universität zu den kleineren deutschen Hochschulen. Von den 20 Universitäten des Deutschen Kaiserreiches waren nur vier kleiner als die Albertina: die Christian-Albrechts-Universität zu Kiel, die Universität Rostock, die Hessische Ludwigs-Universität Gießen und die Universität Jena.
Für die ersten Jahrzehnte nach den Befreiungskriegen wird die Zahl der Studenten an der Albertina mit etwa 400 angegeben. Nach der Reichsgründung stieg die Studentenzahl deutlich, nach der Jahrhundertwende überstieg sie 1.000. Von den 4.223 im Wintersemester 1836/37 an den sechs preußischen Universitäten eingeschriebenen Studenten studierten 379 in Königsberg, die anderen in Berlin (1.585), Breslau (721), Halle (663), Bonn (657), und Greifswald (218). Von den 379 Studenten der Albertina in diesem Semester studierten 140 in der Theologischen, 64 in der Juristischen, 65 in der Medizinischen und 110 in der Philosophischen Fakultät. Unter den 22 nicht aus Preußen stammenden Königsberger Studenten bildeten die 16 Studenten aus dem Russischen Reich die größte Gruppe.
| Jahr | Studenten |
| ---- | --------- |
| 1836 | 379       |
| 1856 | 346       |
| 1862 | 412       |
| 1866 | 475       |
| 1870 | 474       |
| 1876 | 621       |

| Jahr | Studenten |
| ---- | --------- |
| 1877 | 630       |
| 1878 | 655       |
| 1881 | 841       |
| 1883 | 929       |
| 1884 | 925       |
| 1886 | 961       |

| Jahr | Studenten |
| ---- | --------- |
| 1904 | 1.000     |
| 1906 | 1.084     |
| 1907 | 1.080     |
| 1914 | 1.650     |
| 1925 | 2.000     |
| 1930 | 4.113     |

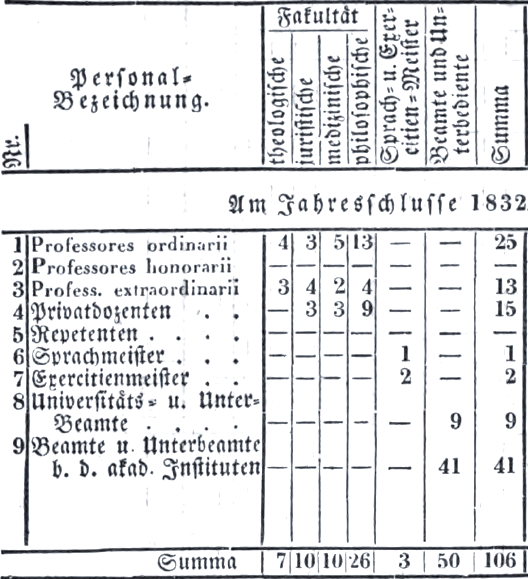
Lehrpersonal 1832

Aus einem unbekannten Grund ignorierte Wilhelm II., seit 1888 Landesherr, jahrzehntelang den Wunsch der Universität nach einem besonderen Gunstbeweis durch Besetzung des seit 1888 vakanten Rektorenpostens. Erst bei seiner Anwesenheit in Königsberg anlässlich des Kaisermanövers im August 1910 erfüllte er ihn durch die Investitur seines Sohnes, des Kronprinzen Wilhelm, als Ehrenrektor.

### Zwischenkriegszeit, Nationalsozialismus und Untergang

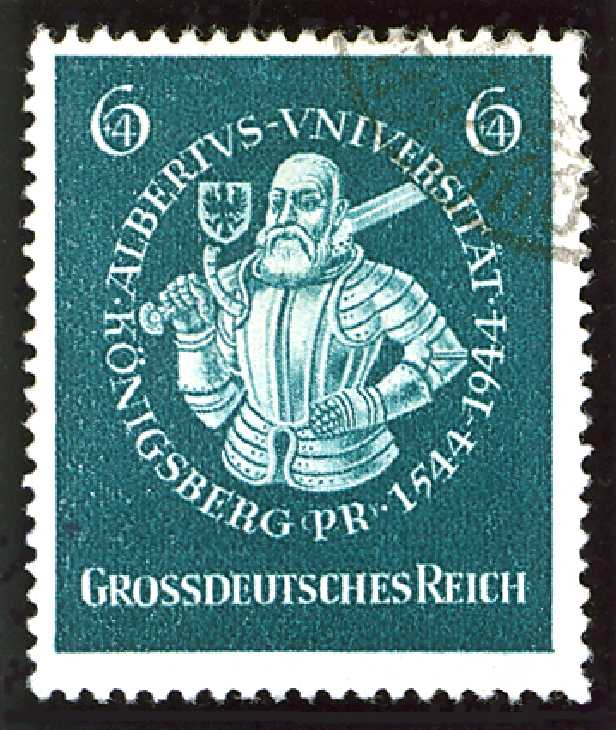
Sonderbriefmarke (1944)

Nach dem Ersten Weltkrieg mussten sich Ostpreußen und die Albertus-Universität auf die neuen territorialen Gegebenheiten einstellen. Ostpreußische Studenten mussten sich zeitweilig für Pflichtsemester an der heimischen Universität immatrikulieren. In den Korporationsverbänden und in der Deutschen Studentenschaft wurden reichsdeutsche Studenten erfolgreich dazu aufgerufen, wenigstens ein „Solidaritätssemester“ in Königsberg zu verbringen. Die Zahl der Studenten, die am Vorabend des Ersten Weltkriegs bei 1.650 gelegen hatte, verdoppelte sich zwischen 1925 und 1930 von 2.000 auf 4.113, darunter 761 Studentinnen.
Die seit dem Rektorat von Simon Dach (1656) geläufige Bezeichnung Albertina wurde 1930 vom Preußischen Ministerium für Wissenschaft, Kunst und Volksbildung aus den Satzungen der Universität gestrichen.
Wie alle deutschen Universitäten wurde auch die Albertus-Universität nach der nationalsozialistischen Machtergreifung von jüdischen und politisch unerwünschten Professoren „gesäubert“: von 212 Angehörigen des Lehrkörpers wurden 35 Personen (16,5 %) entlassen. Über das Verhalten der Professoren zwischen 1933 und 1945 kursieren sehr unterschiedliche Angaben. Nach Aussagen von Friedrich Hoffmann (Kurator der Albertina von 1922 bis 1945) stand seit 1933 eine kleine radikale „NS-Clique“ der erdrückenden Mehrheit von wissenschaftsorientierten Akademikern gegenüber. Doch nach Ansicht des Mediävisten Friedrich Baethgen (Professor von 1929 bis 1939) öffnete sich die Königsberger Universität den nationalsozialistischen Einflüssen in einem Ausmaß, das sie zu einer „Provinzuniversität mit parteioffizieller Färbung“ herabsinken ließ, was beim 400-jährigen Jubiläum am 10. Juli 1944 „in erschütternder Weise“ zutage getreten sei. Zu den Gästen der Feier gehörten der Reichswirtschaftsminister Walther Funk (ein Ostpreuße), zu den Rednern die Professoren Theodor Schieder und Eduard Baumgarten.
In zwei Nächten zwischen dem 26. und 30. August 1944 zerstörten Brandbomben der Royal Air Force die gesamte Innenstadt mit der Albertus-Universität und dem Königsberger Dom. Die erbitterte Schlacht um Königsberg brachte weitere Zerstörungen. General Otto Lasch unterzeichnete am 9. April 1945 die Kapitulation, als schon sowjetische Soldaten auf dem Paradeplatz standen. Die Frau des letzten Pedells Kaminski rettete 1945 einen Schlüssel in den Westen. Er befand sich im Museum Stadt Königsberg in Duisburg, das 2016 geschlossen wurde.

## Fakultäten
Die Albertus-Universität hatte bis zu ihrem Ende nur die klassischen vier Fakultäten, wobei die Mathematik und die Naturwissenschaften traditionell in der Philosophischen Fakultät beheimatet waren, eine eigenständige Mathematisch-Naturwissenschaftliche Fakultät hatte sich an der Universität Königsberg nicht konstituiert (fehlerhafte Zuordnungen und Überschneidungen sind möglich).

### Theologische Fakultät
Dem Hintergrund ihrer Gründung entsprechend war die Königsberger Theologische Fakultät eine Hochburg des Luthertums, während die der Friedrichs-Universität Halle für den Pietismus stand. Abraham Culvensis versuchte die Reformation in Litauen einzuführen.
Namhafte Theologen der Königsberger Fakultät waren Daniel Heinrich Arnoldt, Günther Bornkamm, August Hahn, Friedrich Kurschat, Conrad Mel, Cölestin Myslenta, Stanislaus Rapagelanus, Ludwig Rhesa, Georg Friedrich Rogall, Carl Schneider, David Voit, und Leopold Zscharnack.

### Juristische Fakultät
Einer der ersten Rechtsprofessoren war Hermann von Vechtelde. Später wurde durch den Juristen Levin Buchius das Landrecht des Herzogtums Preußen ausgearbeitet, das dann unter Kurfürst Georg Wilhelm im Jahr 1620 veröffentlicht wurde. Der Staatsrechtler Wilhelm Eduard Albrecht begann seine Laufbahn an der Albertina, ging dann nach Göttingen, wo er als einer der „Göttinger Sieben“ bekannt wurde. Der Jurist, Historiker und Schriftsteller Felix Dahn lehrte von 1872 bis 1888 in Königsberg. Eduard von Simson war der erste Präsident des Reichsgerichts.
Max Fleischmann unterzeichnete die Schlussakte der Haager Friedenskonferenzen für die Kodifikation des Völkerrechts. Philipp Zorn vertrat das Deutsche Reich auf den Haager Friedenskonferenzen.
Ernst Forsthoff wurde später Präsident von Zyperns Verfassungsgericht. Albert Hensel war ein maßgeblicher Steuerrechtler. Der Völkerrechtler Herbert Kraus gründete den Göttinger Arbeitskreis. Der Privatrechtler Fritz Litten entkam 1933 nach Nordirland. Alfred Manigks Karriere als Zivilrechtler begann in Königsberg.

### Medizinische Fakultät

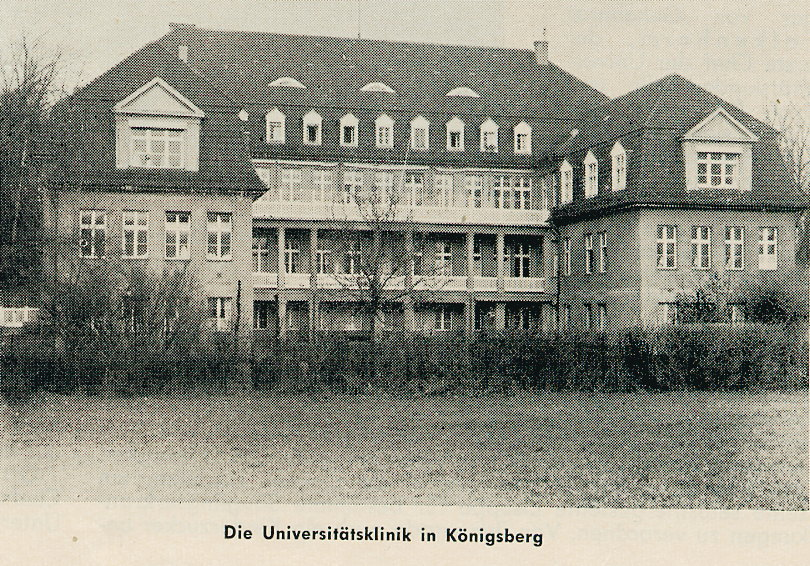
Universitätskinderklinik

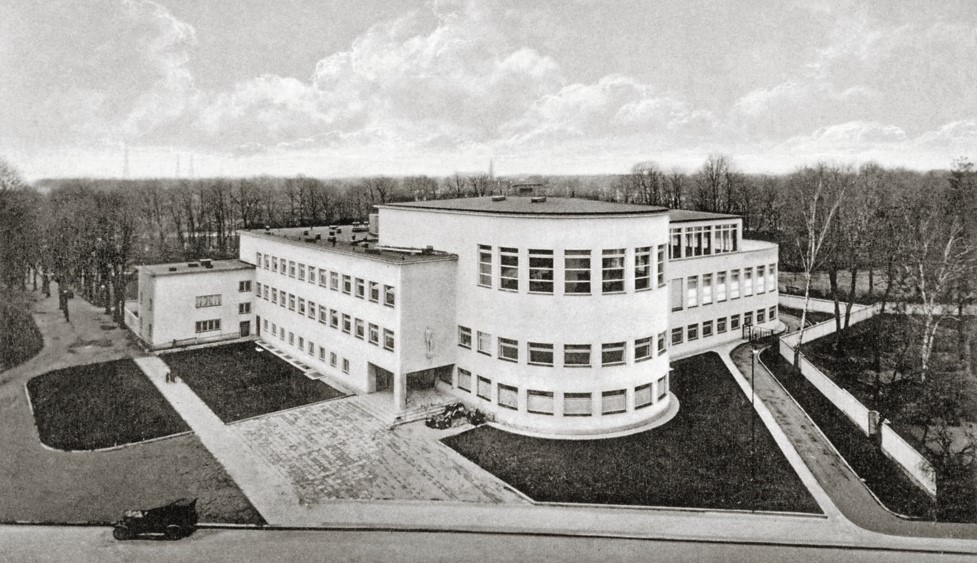
Seinerzeit das modernste Anatomische Institut im Deutschen Reich (Neuroßgarten, 1935)

Mediziner (und Naturwissenschaftler): Andreas Aurifaber, Daniel Beckher der Ältere (der „preußische Hippokrates“), Daniel Beckher der Jüngere, Johann Christoph Bohl, Christoph Gottlieb Büttner, Christian Ludwig Charisius, Friedrich Reinhold Dietz, Georg Emmerich, Heinrich Friese, Severin Göbel der Ältere, Severin Göbel der Jüngere, Daniel Halbach von der Phorten, Melchior Philipp Hartmann, Friedrich Lepner, Georg Loth der Ältere, Georg Loth der Jüngere, Abraham Memmius, Valentin Preuss vom Springenberg, Johann Papius, Johann Placotomus, Johann Pontanus, Georg Rast, Gottfried Sand, Johann Heinrich Starcke, Paul vom Stein, Matthias Stoius, Johann Georg Strasburg, Christoph Tinctorius, Simon Titius und Georg Wosegin.
Zu den ersten Mediziners der Reformära gehörte Wilhelm Hermann Georg Remer.
Mit der Spezialisierung im 19. und 20. Jahrhundert wurden in ihren Fächern bekannt:
- Anatomie: Friedrich Burdach, Karl Wilhelm von Kupffer, Friedrich Merkel, Martin Rathke, Johannes Sobotta,
- Chirurgie: Heinrich Braun, Paul Leopold Friedrich, Martin Kirschner, Arthur Läwen, Erich Lexer, Johann von Mikulicz, Erwin Payr, Karl Schönborn, Karl Unger, Albrecht Wagner
- Gynäkologie: Albert Hayn, Hugo Hildebrandt, Felix von Mikulicz-Radecki, Georg Winter
- Hals-Nasen-Ohren-Heilkunde: Wilhelm Berger, Adolf Greifenstein, Paul Stenger
- Hygiene: Eugen Czaplewski, Erwin von Esmarch
- Innere Medizin: Herbert Assmann, Ernst von Leyden, Max Matthes, Julius Schreiber, Helmut Vogt (Erforscher der Haffkrankheit)
- Neurologie: Ludwig Lichtheim
- Ophthalmologie: Arthur Birch-Hirschfeld, Julius Jacobson, Hermann Kuhnt, Wilhelm Rohrschneider, Moritz Schneller
- Pädiatrie: Hugo Falkenheim
- Pathologie: Ernst Neumann, Friedrich Daniel von Recklinghausen
- Pharmakologie: Rudolf Cohn, Max Jaffé, Oskar Liebreich, Bernhard Naunyn
- Pharmazie: Karl Gottfried Hagen
- Physiologie: Wilhelm von Wittich, Ernst Wilhelm von Brücke
- Psychiatrie: Ernst Meyer
- Rechtsmedizin: Karl Seydel
- Zahnmedizin: Paul Adloff

Neun Kliniken, bedeutende Sammlungen und die Bibliothek mit 220.000 Bänden brachten die Medizin der Königsberger Universität zu reichsweitem Ansehen.

### Philosophische Fakultät

#### Geisteswissenschaftliche Disziplinen

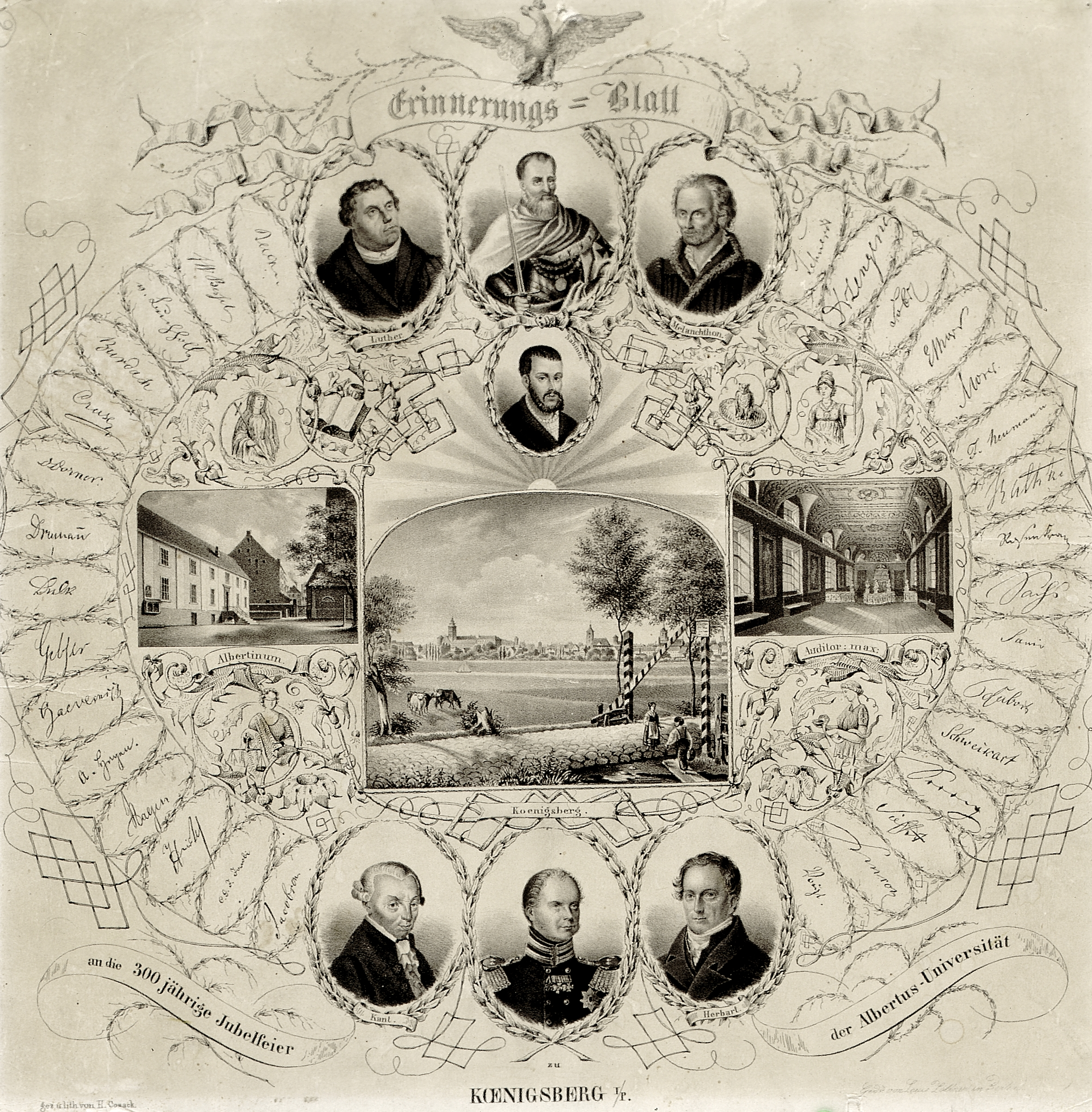
Erinnerungsblatt zur Dreihundertjahrfeier 1844

Eine herausragende Persönlichkeit war der aus Memel stammende Simon Dach, der 1639 den Lehrstuhl für Dichtkunst an der Universität erhielt. Mit Immanuel Kant und seinem Schüler Christian Jakob Kraus wurde Königsberg im 18. Jahrhundert ein Zentrum der Aufklärung und eine Keimzelle der preußischen Reformen.
Philosophen – Eduard Baumgarten • Johann Friedrich Ferdinand Delbrück • Johann Friedrich Herbart • Immanuel Kant • Christian Jakob Kraus • Wilhelm Traugott Krug • Karl Rosenkranz.
Historiker – Friedrich Baethgen • Erich Caspar • Felix Dahn • Wilhelm Drumann • Christoph Hartknoch • Alfred Heuß • Karl Dietrich Hüllmann • Hans Rothfels • Theodor Schieder • Friedrich Wilhelm Schubert • Johannes Voigt.
Philologen – Adalbert Bezzenberger • Peter van Bohlen • Rudolf Otto Franke • Georg Gerullis • Helmuth von Glasenapp • Friedrich Kurschat• Georg David Kypke • Karl Lachmann • Karl Lehrs • Christian August Lobeck • Karl Heinrich Meyer • Ferdinand Nesselmann • Georg Sabinus • Johann Severin Vater • Walther Ziesemer • Paul Maas.
Volkskundler – Walter Anderson.

#### Mathematik
Bis zum Beginn des 19. Jahrhunderts waren es vor allem Theologen, die an der Albertina Mathematik und Astronomie lehrten. Die Leistungen der großen Mathematiker wie Leibniz, Euler, Bernoulli, Lagrange wurden in Königsberg – wie auch sonst im deutschsprachigen Raum – praktisch nicht zur Kenntnis genommen; selbst Kant behandelte in der Mathematik nur elementare Dinge, im Gegensatz zu seinen naturwissenschaftlichen und erst recht seinen philosophischen Vorlesungen.
„Die neuzeitliche Mathematik hielt ihren Einzug in die Albertina im Jahre 1810, mit Friedrich Wilhelm Bessel.“ Im 19. Jahrhundert erlangte die Königsberger Schule der Mathematik, die von Carl Gustav Jacob Jacobi begründet wurde, weite Bekanntheit. Zu Jacobis Schülern zählten Karl Wilhelm Borchardt, Eduard Heine, Otto Hesse, Friedrich Julius Richelot, Johann Georg Rosenhain, und Ludwig Seidel. In ihrer Geburtsstadt Königsberg wurden auch die Mathematiker Alfred Clebsch und Carl Gottfried Neumann ausgebildet. Später wurde diese Tradition durch Ferdinand von Lindemann, Adolf Hurwitz, David Hilbert und Hermann Minkowski fortgeführt.
Im deutschsprachigen Raum war die Albertina neben der Universität Göttingen eine bedeutende Ausbildungsstätte für Mathematik. Im 19. Jahrhundert kamen derartig viele bedeutende Mathematiker aus Ostpreußen, dass sich der aus dem Rheinland stammende Mathematiker Felix Klein in seinem Buch über die Mathematik des 19. Jahrhunderts zu der Bemerkung veranlasst sah:
„… möchte ich nicht versäumen, auf eine merkwürdige Tatsache aufmerksam zu machen, das ist die außergewöhnlich große Zahl berühmter Mathematiker, die aus Königsberg stammen, wie denn überhaupt die ostpreußische Rasse mit besonderer Begabung in der Richtung unserer Wissenschaft gesegnet zu sein scheint. …“

#### Astronomie

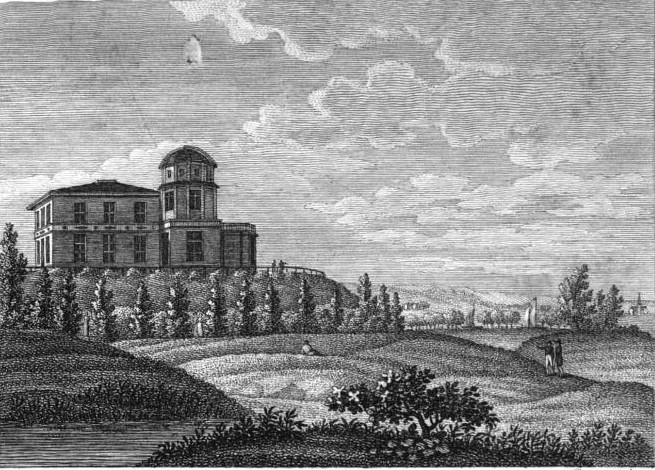
Sternwarte der Albertus-Universität Königsberg um 1829

Frühe Vertreter der Astronomie in Königsberg waren Matthias Menius und Gotthilf Christian Reccard, der aber nicht an der Alberina, sondern am Collegium Fridericianum lehrte. Kant hatte sich eingehend mit astronomischen und kosmologischen Problemen beschäftigt und, ähnlich wie Pierre Simon de Laplace, eine Theorie zur Entstehung des Sonnensystems formuliert.
Eigenständigkeit erlangte die Astronomie durch die 1811 bis 1813 unter der Leitung von Friedrich Wilhelm Bessel errichtete Sternwarte. Bessel galt als einer der produktivsten Astronomen seiner Zeit. Unter seiner Ägide wurde die Königsberger Universitäts-Sternwarte Vorbild für weitere Sternwarten-Gründungen des 19. Jahrhunderts. Unter Bessel entwickelte sich Königsberg zu einem Zentrum der Astronomie in Europa. Einer seiner Nachfolger war der deutsch-baltische Astronom und Mathematiker Hermann von Struve.

#### Physik
Franz Ernst Neumann war ein Pionier der theoretischen Physik in Deutschland. Er förderte aber auch die praktisch-physikalische Ausbildung, wozu er 1834 zusammen mit Jacobi das Mathematisch-Physikalische Seminar einrichtete. Diese Unterrichtsform war neu an deutschen Universitäten und verbreitete sich von Königsberg ausgehend. An der Königsberger Universität wirkten auch Heinrich Wilhelm Dove, Theodor Kaluza, Walter Kaufmann, Woldemar Voigt und Max Wien. Weltberühmt wurden Hermann von Helmholtz und Emil Wiechert.

#### Botanik
August Friedrich Schweigger legte 1809 den neuen Botanischen Garten an, dessen letzter Leiter der Botaniker und Pflanzenphysiologe Kurt Mothes war.

#### Chemie
Bedeutende Vertreter der organischen Chemie wie Carl Graebe oder Hans Meerwein lehrten an der Albertina.

#### Zoologie

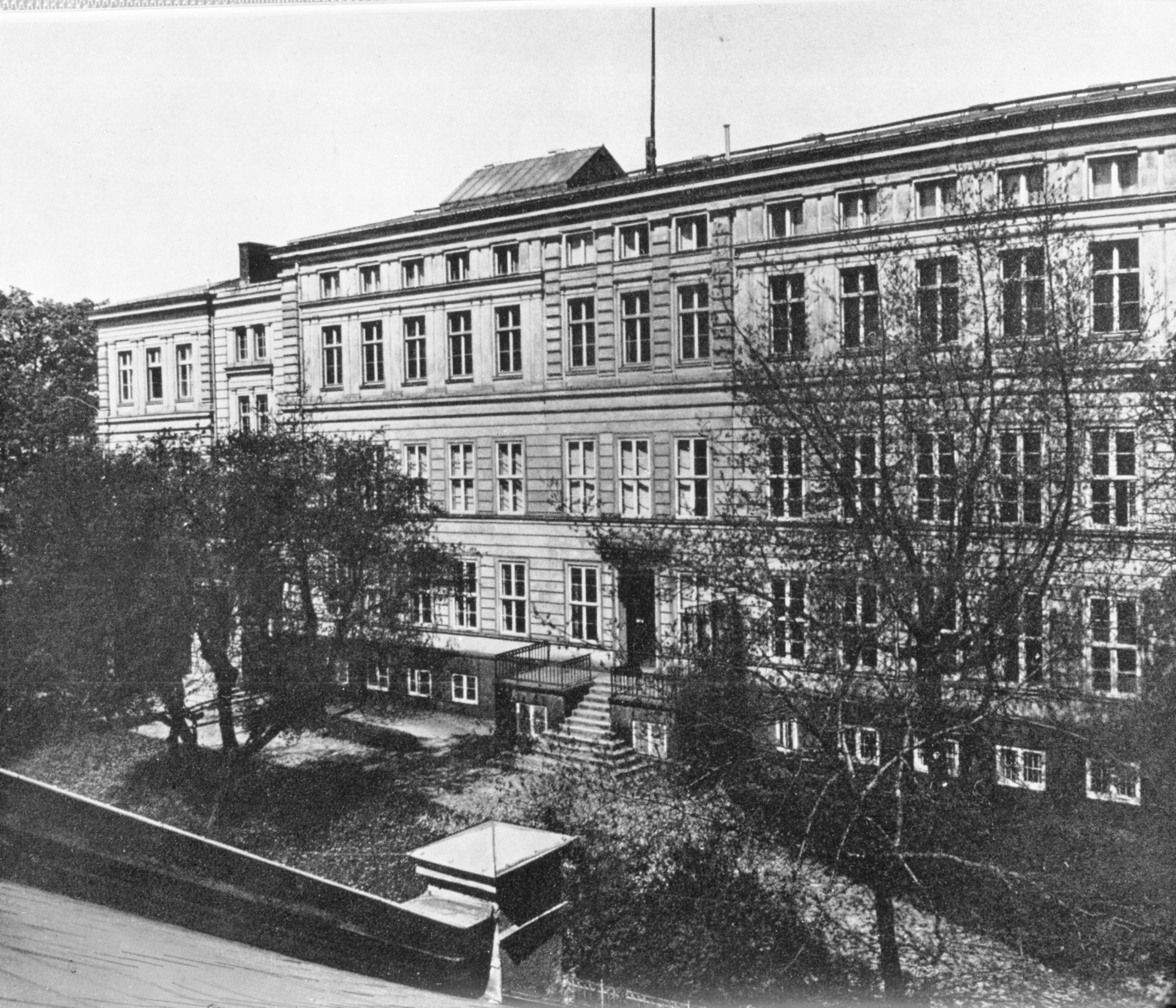
Zoologisches Museum

Karl Ernst von Baer legte 1820 das Zoologische Museum auf Grundlage des Naturalienkabinetts von Friedrich Saturgus an. Es wurde im Zoologischen Universitätsinstitut untergebracht, das 1830 bis 1832 auf dem alten Pesthaus erbaut wurde. Im Jahr 1888 erhielt das große Gebäude zwei weitere Stockwerke.
Bei einem Besuch auf der Kurischen Nehrung 1896 erlebte der Ornithologe Johannes Thienemann einen „Vogelzug, so gewaltig, wie er bisher noch nie in Deutschland beobachtet worden war“. Auf seine Initiative hin wurde 1901 die Vogelwarte Rossitten als „ornithologisch-biologische Beobachtungsstation“ gegründet. Die Vogelwarte stand in engem Kontakt mit der Albertina und war die erste derartige ornithologische Forschungsstation der Welt. Durch ihre Pionierarbeit erlangte sie Weltruhm. Weitere bedeutende Biologen waren Robert Caspary sowie die Verhaltensforscher Konrad Lorenz (Nobelpreis 1973) und Otto Koehler.

#### Geowissenschaften
Bekannte Geowissenschaftler waren der Geologe Karl Erich Andrée und die Geographen Arved von Schultz, Hermann Wagner und Karl Zöppritz.

#### Agrarwissenschaften
Für das agrarische Ostpreußen erstaunlich spät, erst 1876, wurde das Landwirtschaftliche Institut eingerichtet. An der Albertina wirkten die Agrarwissenschaftler Theodor von der Goltz und Eilhard Alfred Mitscherlich.

## Ehrungen

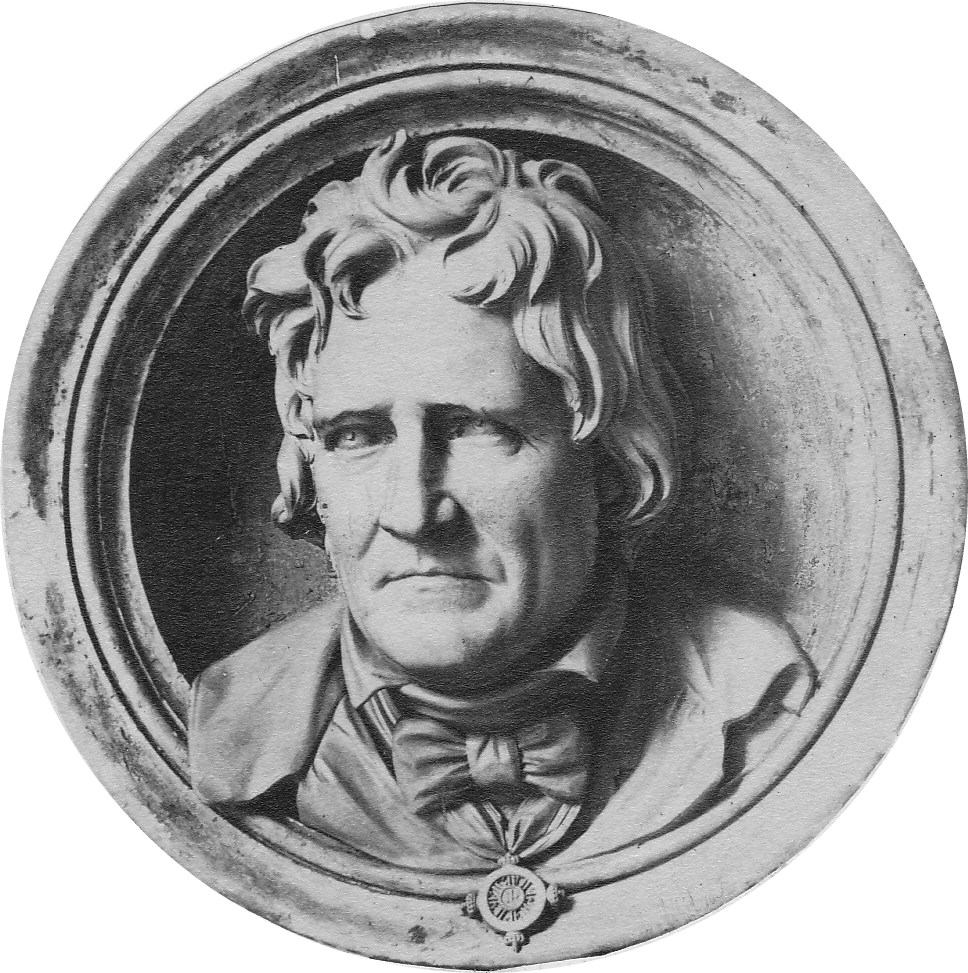
Bessel im Medaillonrelief von Rudolf Siemering (1862)

Herausragende Königsberger Persönlichkeiten wurden durch Anbringung ihrer Medaillonbildnisse an der Fassade des Universitätsgebäudes geehrt: Friedrich Wilhelm Bessel, Karl Friedrich Burdach, Karl Gottfried Hagen, Johann Friedrich Herbart, Carl Gustav Jacobi, Christian Jakob Kraus, Karl Lachmann, Simon Dach, Johann Georg Hamann, Theodor Gottlieb von Hippel, Immanuel Kant, Johann Gottfried Herder.
Zu Kants Geburtstag am 22. April 2012 wurde im Königsberger Dom eine große Gedenktafel mit den Namen von 32 berühmten Gelehrten der Albertina enthüllt, gemeinsam von den Freunden Kants und Königsbergs und dem russischen Dombaumeister Igor Alexandrowitsch Odinzow.

## Studenten
Die Königsberger Studenten trugen den Albertus (Anstecknadel). Mit den Blättern der Erinnerung hinterließ Wilhelm Schmiedeberg ein erstrangiges Porträtalbum. Der Österreicher Egon Ranzi gründete die einzige Kriegsverbindung. Der berühmte Karzer ging 1944 unter.
An der Albertus-Universität waren die folgenden Studentenverbindungen aktiv: Burschenschaft Germania, Burschenschaft Gothia, Corps Baltia, Corps Hansea, Corps Littuania, Corps Masovia, Hochhemia, Pappenhemia.

## Alumni

### Deutsche
- Paul Adloff (1870–1944), Zahnmediziner und Anthropologe
- Johann Bernhard Anderson (1778–unbekannt), Kriegs- und Domänenrat
- Johann George Gotthelf Auen (1745–1822), Kriegs-, Domänen- und Regierungsrat
- Ernst Christoph Friedrich von Auer (1763–1799), Kriegs- und Domänenrat
- Heinrich Bernhard Austin (1723–1780), Kriegs- und Domänenrat
- Ludwig von Baczko (1756–1823), Historiker
- Ethel Blume (1875–1918), Medizinerin
- Carl Böttcher (1838–1900), Pädagoge
- Wichard von Bredow (1888–1951), Verwaltungsbeamter und Kommunalpolitiker
- Heinrich Gustav Brzoska (1807–1839), Pädagoge und Hochschullehrer
- Eugen Drewello (1825–1876), Landrat
- Johann Wilhelm Ebel (1784–1861), Theologe
- Ernst Ehlert (1875–1957), Pferdezüchter
- Friedrich von Gentz (1764–1832), Philosoph, Staatsmann, Diplomat
- Christian Goldbach (1690–1764), Mathematiker
- Johann Christoph Gottsched (1700–1766), Schriftsteller, Dramaturg, Literaturtheoretiker
- Ludwig Hermann Friedländer (1790–1851), Mediziner und Hochschullehrer
- Johann Georg Hamann (1730–1788), Philosoph und Schriftsteller
- Johannes Harder (1903–1987), Schriftsteller und Soziologe
- Felix Holldack (1880–1944), Rechtswissenschaftler und Hochschullehrer
- Johann Gottfried Herder (1744–1803), Dichter
- David Hilbert (1862–1943), Mathematiker
- Gottlieb von Hippel d. A. (1741–1796), Staatsmann
- Gottlieb von Hippel d. J. (1775–1843), Staatsmann
- E. T. A. Hoffmann (1776–1822), Schriftsteller, Jurist, Komponist, Kapellmeister, Musikkritiker, Zeichner, Karikaturist
- Rudolf Kaufmann (1909–wahrscheinlich 1941), Geologe
- Gustav Robert Kirchhoff (1824–1887), Physiker
- Adolph Friedrich Kleinert (1802–1834), evangelischer Theologe und Hochschullehrer
- Hans-Wolfram Knaak (1914–1941), Offizier
- Ernst Krawehl (1909–1993), Verleger
- Theophil Ernst Kriese (1785–1848), Jurist und Pädagoge
- Käthe Krombach (1899–1985), Medizinerin
- Friedrich Lange (1849–1927), Chirurg
- Fritz Albert Lipmann (1899–1986), Mediziner
- Hermann Minkowski (1864–1909), Mathematiker
- Oskar Minkowski (1858–1931), Mediziner
- Johann David Naumann (1775–1824), Jurist
- Theodor Oberländer (1905–1998), deutscher Politiker (NSDAP, FDP, BHE, CDU)
- Bruno von Oppenkowski (1887–1952), Jurist
- Gerhard Eberhard Pannenborg (1903–1979), Kommunalpolitiker und hauptamtlicher SS-Mitarbeiter
- Paul Pomian Pesarovius (1650–1723), Theologe, Geistlicher und Hochschullehrer
- Clemens von Pirquet (1874–1929), Mediziner
- Friedrich Victor Lebrecht Plessing (1749–1806), Philosoph und Hochschullehrer
- Josef Felix Pompeckj (1867–1930), Paläontologe und Geologe
- Paul Preuß (1861–1926), Botaniker und Forschungsreisender
- Hermann Priebe (1907–1997), Agrarwissenschaftler
- Georg Heinrich Rast (1695–1726), Mathematiker
- Conrad Schmidt (1863–1932), Ökonom, Philosoph und Journalist
- Heinrich Theodor von Schön (1773–1856), Staatsmann
- Johannes Schwalke (1923–2007), Apostolischer Protonotar
- Arnold Sommerfeld (1868–1951), Physiker
- Hermann Sudermann (1857–1928), Schriftsteller
- Curt Teichert (1905–1996), Geologe
- Ernst Thesing (1874–1954), Mediziner
- Elise Troschel, geb. Schulz (1869–1952), Medizinerin
- Matthäus Waissel (um 1540–1602), Theologe, Lautenist, Herausgeber von Musiksammlungen und Schriftsteller
- George Wichert (1811–1876), klassischer Philologe, Latinist der Neuzeit und Gymnasialdirektor

### Deutsche oder Prußen
- Abel Will († nach 1575), lutherischer Pfarrer in Pobethen und Übersetzer des Kleinen Katechismus ins Altpreußische/Prußische

### Deutsch-Balten
Viele Deutsch-Balten studierten an der Albertina. Der Naturforscher Karl Ernst von Baer wurde dort Professor.

### Polen
Zu den ersten berühmten Polen, die hier studierten, gehörten Bieniasz Budny (–1632), Erazm Gliczner (1535–1603), Marcin Kwiatkowski (–1585), Jan Kochanowski (1530–1584), Piotr Kochanowski (1566–1620), Andrzej Kochanowski (1542–1596), Jan Niemojewski (1526/1530–1598), Jakub Niemojewski (1528/1532–1586), Stanisław Sarnicki (1532–1897) und Andreas Volanus (1530/31–1610).
Eines der wichtigsten Ziele der Albertus-Universität Königsberg war die Ausbildung evangelischer Geistlicher; ab 1728 gab es dort ein polnisches evangelisches Priesterseminar, das bis in die 1930er Jahre in Betrieb war und viele Pfarrer ausbildete, die zur Förderung der polnischen Bildung und Kultur beitrugen, darunter Christoph Cölestin Mrongovius, Gustav Gisevius und Władysław Semadeni (1865–1930).

### Russen
Als „Leuchte der Aufklärung“ (Jürgen Manthey) strahlte die Albertus-Universität vor allem in das Zarentum Russland. 1697 kam Peter der Große nach Königsberg. Sein Besuch machte den Anfang für die Entwicklung der kulturellen Beziehungen zwischen dem Königreich Preußen und dem Russischen Zarenreich. Russen kamen zum Studium an die Albertina und Königsberger Professoren beteiligten sich am Aufbau der St. Petersburger Akademie. An der Albertina studierten der Präsident der Akademie der Wissenschaften und Mitbegründer der Moskauer Universität Kirill Rasumowski, der General-Feldmarschall Andrei Iwanowitsch Gudowitsch (1781–1869), der General Graf Michail Andrejewitsch Miloradowitsch und andere russische Persönlichkeiten. Insgesamt studierten im Laufe des Königsberger Jahrhunderts in Königsberg über 100 Russen.

### Litauer

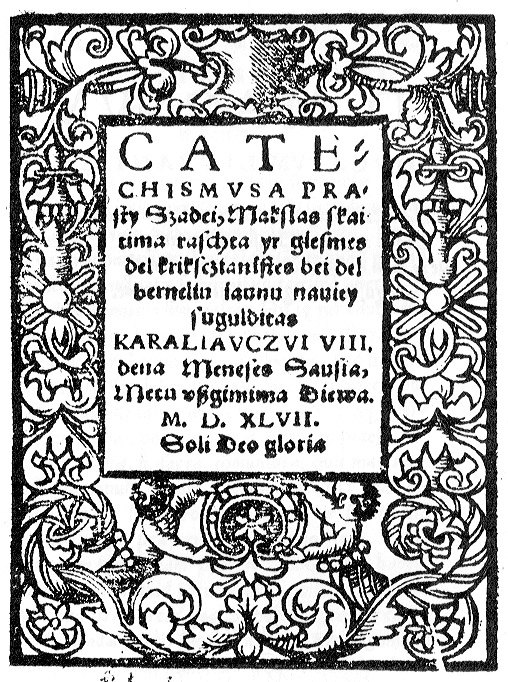
Das erste in litauischer Sprache gedruckte Buch: der lutherische Katechismus von Martynas Mažvydas, gedruckt in Königsberg (lit. Karaliaučius), 1547

In Königsberg wurden die ersten Bücher in litauischer Sprache gedruckt und damit die Entwicklung der litauischen Schriftsprache gefördert. Sie waren religiöser Natur und wurden in den litauischsprachigen Gebieten Preußens verwendet. Der 1542 nach Königsberg geflohene litauische Reformator Abraham Culvensis war erster Rektor des Partikulars und erster Gräzist der Albertina. Stanislaus Rapagelanus war ihr erster Theologe.
Lituanisten des 19. Jahrhunderts waren die Professoren Ludwig Rhesa, Ferdinand Nesselmann, Friedrich Kurschat und Adalbert Bezzenberger. In der Zeit der verstärkten Russifizierung unter der Zarenherrschaft zwischen 1863 und 1904, als der Druck von litauischen Büchern in lateinischer Schrift verboten war, wurden diese oft in Königsberg gedruckt und durch „Bücherträger“ (Knygnešys) über die ostpreußische Grenze nach Litauen geschmuggelt. Die Königsberger Universität war die für Litauer nächsterreichbare auswärtige höhere Bildungsanstalt.

## Siegel

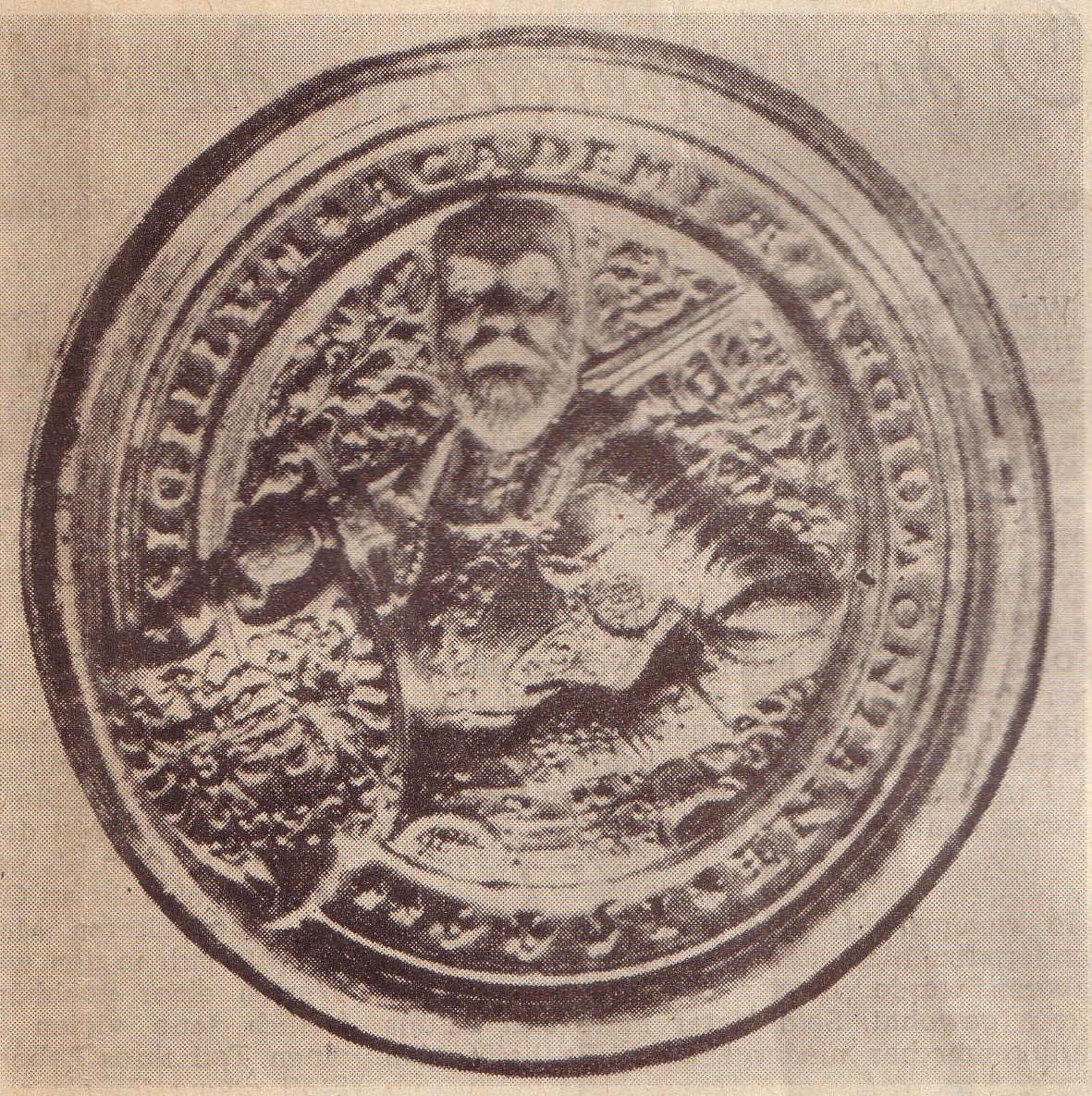
Nachgefertigtes Albertus-Siegel (verschollen)

Das Original des Siegels von 1544 ist verschollen, es existiert nur eine größengleiche Fotografie. Nach der fotografischen Vorlage wurde ein Tonmodell mit einem Durchmesser von 35 cm gefertigt. Beraten von Fritz Gause und dem Kunsthistoriker Wolfram Noeske stellte es der in Bonn lebende Joachim Gümbel in seiner Werkstatt her. Von der Matrize wurde ein Bronzeguss des Siegels abgegossen. Die Vereinigung ehemaliger Schüler und Lehrer des Löbenichtschen Realgymnasiums schenkte es 1967 ihrer Patenschule, dem Steinbart-Gymnasium in Duisburg.

## Ideeller Fortbestand in Göttingen
Die Reste des Verwaltungsapparats der Universität zogen Anfang 1945 auf dem Umweg über Greifswald zunächst nach Flensburg. Noch im selben Jahr wurde in Göttingen eine offizielle Meldestelle für ehemalige Königsberger Universitätsangehörige eingerichtet, wo auch Beglaubigungen und Ersatzdokumente ausgestellt wurden. Viele Königsberger Forscher hatten ursprünglich an der Georg-August-Universität Göttingen studiert und wechselten ab 1945 dorthin.
Vor allem Friedrich Hoffmann und Götz von Selle trieben die Neu- oder Wiedergründung von Einrichtungen mit Bezug auf die Universität Königsberg voran. Die Ausstellung Albertina-Universität in Königsberg 1544–1994 wurde vom Göttinger Rektor mit den Worten „Wir alle sind Erben der Universität Königsberg!“ eröffnet.
1964 wurde das Studentenwohnheim Albertinum in Göttingen eingeweiht:

## Nachfolgeeinrichtung

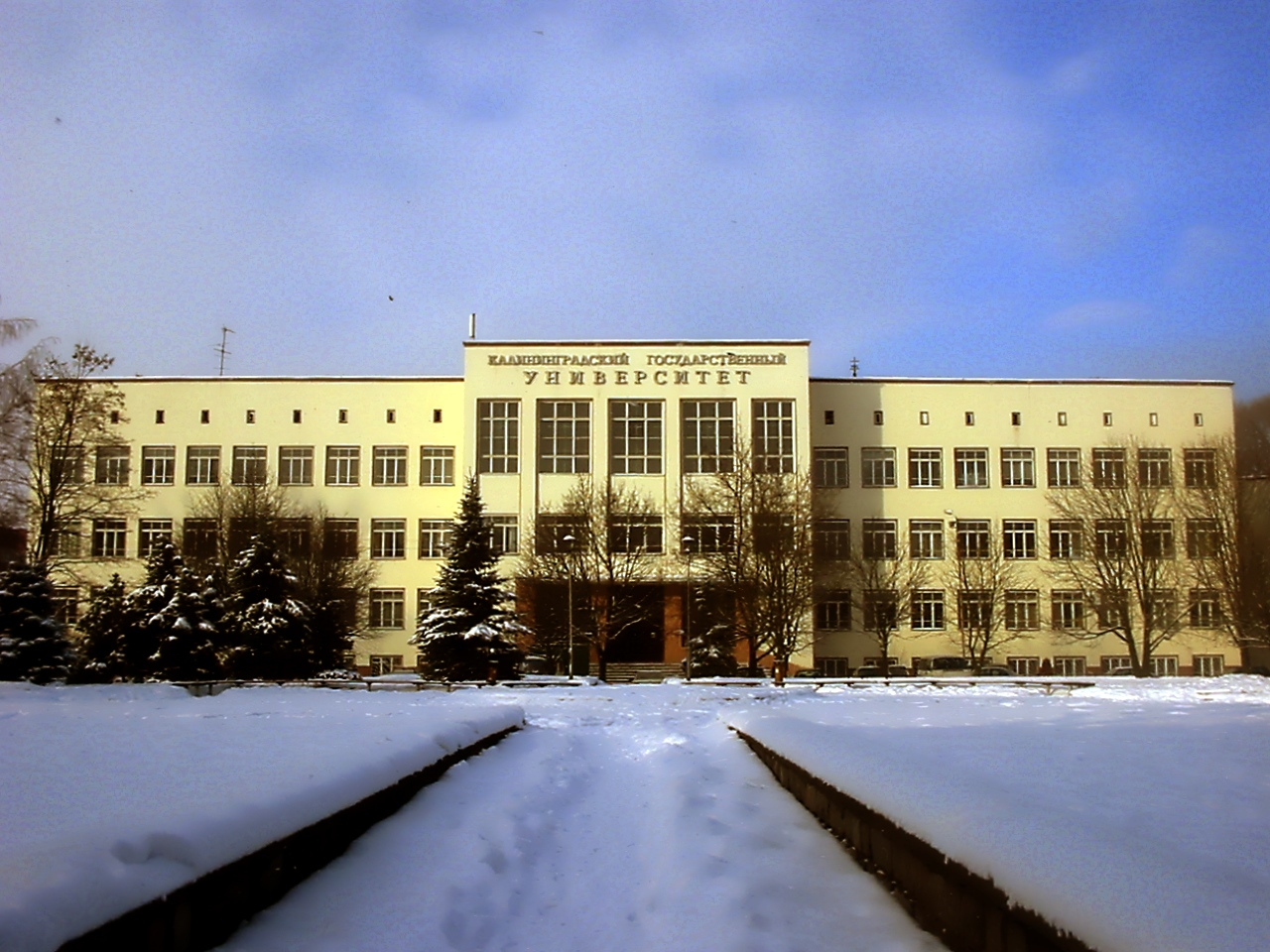
Staatliche Universität Kaliningrad (2004)

Die Kaliningrader Staatliche Universität wurde von der sowjetischen Stadtverwaltung in den 1960er Jahren gegründet und auf den alten Fundamenten gebaut. Sie versteht sich seit der Perestroika immer mehr als Nachfolgeeinrichtung der Albertina, nachdem in den Jahrzehnten zuvor jeder Bezug zu Traditionen aus deutscher Zeit abgelehnt worden war. Der Rektor der Universität Kaliningrad Nikolai Andrejewitsch Medwedew und der Präsident der Universität Göttingen Hans-Ludwig Schreiber unterzeichneten am 17. Juni 1993 den Vertrag über die wissenschaftliche Zusammenarbeit beider Universitäten. Bisheriger Höhepunkt dieser Hinwendung war im Jahr 2005 die Umbenennung in Russische Immanuel-Kant-Universität (Rossijskij Universitet im. Immanuila Kanta) in Gegenwart von Präsident Wladimir Putin und Bundeskanzler Gerhard Schröder. Seit 2012 trägt die Universität den Namen  Baltische Föderale Universität Immanuel Kant (russisch Балтийский федеральный университет имени Иммануила Канта).